# Formula–1 svéd nagydíj

A svéd nagydíj pályája

A Formula–1 svéd nagydíj 1973 és 1978 között került megrendezésre a svédországi Anderstorpban, a Scandinavian Raceway-en. A pálya egy egykori repülőtérből lett átalakítva a Formula–1 számára. Különlegessége, hogy több kanyar sugara 180° és 200° között változik. 1973-tól 1977-ig a pálya hossza 4,018 km volt, melyet az utolsó évre 4,031 km-re módosítottak.
A legtöbbször, két alkalommal Jody Scheckternek és Niki Laudának sikerült megnyernie a nagydíjat.
| Év   | Versenyző       | Konstruktőr        | Helyszín   | Riport |
| ---- | --------------- | ------------------ | ---------- | ------ |
| 1978 | Niki Lauda      | Brabham-Alfa Romeo | Anderstorp | Riport |
| 1977 | Jacques Laffite | Ligier-Matra       | Anderstorp | Riport |
| 1976 | Jody Scheckter  | Tyrrell-Ford       | Anderstorp | Riport |
| 1975 | Niki Lauda      | Ferrari            | Anderstorp | Riport |
| 1974 | Jody Scheckter  | Tyrrell-Ford       | Anderstorp | Riport |
| 1973 | Denny Hulme     | McLaren-Ford       | Anderstorp | Riport |